# Лозовая (локомотивное депо)

## История депо «Лозовая» (ТЧ-9)

### Период 1926÷1941 гг.
Основное грузовое паровозное депо «Лозовая» (ТЧ-9) было образовано в 1926 году, в связи с ликвидацией оборотного паровозного депо на станции «Панютино», что в 7-ми верстах от станции «Лозовая», ввиду его неудобного месторасположения и неудовлетворительной планировки.
- В 1925 году паровозное депо и весь паровозный парк со станции Панютино был переведен в Лозовую, где к этому времени построили новое паровозное депо.[1]

Производственные мощности депо, изначально, обеспечивали выполнение промывочного и подъёмочного ремонтов паровозов типа 0-5-0, серии Э. В 1929 году, в депо было введено в производство отделение для литья деталей из баббита, бронзы и чугуна.
Депо являлось «оборотным», для паровозов из депо: «Октябрь», «Славянск» и «Мелитополь» «Полтава». 

Приписной локомотивный парк: 

До января 1936 года: паровозы серий: Од,Ов,Щ,Э. 

Обслуживаемые тяговые участки: 

Лозовая — Харьков-Сортировочный".
В 1933÷1935 гг. В депо осуществлена техническая реконструкция: построено новое паровозное здание, («Прямоугольно-трёхступенчатого типа» — типовой проект), новый поворотный круг, в целях обеспечения эксплуатации, включая промывочный и подъёмочный ремонты паровозов типа 1-5-1, серии ФД.
В 1935 году, при депо были организованы дорожные Курсы подготовки машинистов и помощников машинистов, для работы на паровозах серии ФД, с учётом накопленного опыта их эксплуатации в депо «Красный Лиман» Северо-донецкой ж.д. Обучение проходили паровозники из депо: Лозовая, Основа, Льгов, Белгород…
В январе 1936 г. В депо поступили мощные паровозы типа 1-5-1, серии ФД, которые обеспечили резкое увеличение «угольного потока», на тяговом участке «Лозовая — Харьков-Сортировочный».
Локомотивное депо Лозова́я (укр. Лозова) — локомотивное депо, ТЧ-9 Южной ж.д.

## Обслуживание
Обслуживает грузовые перевозки на электротяге на следующих плечах:
- Лозовая — Полтава.П
- Лозовая — Люботин
- Лозовая - Харьков.Сорт/Основа.
- Лозовая - Н.Д.Узел
- Лозовая - Запорожье

Обслуживает пассажирские перевозки:
- Лозовая - Киев.Пасс
- Лозовая — Константиновка
- Лозовая — Мелитополь/Запорожье (в летний период)

## Приписной локомотивный парк
Подвижной состав: грузовые электровозы ВЛ11, грузовые тепловозы 2ТЭ116, маневровые тепловозы ЧМЭ3.
Также на территории депо стоят списанный локомотив: ТГК2. Электровоз ВЛ22 м передан в музей жд транспорта в Харьков.
ТЧ Лозовая проводит ТО-2 локомотивам депо Нижнеднепровск — Узел и Славянск. ТР-3 тепловозам ЧМЭ3, ТО-3, ТР-1 тепловозам своего парка и ТО-3, ТР-1, ТР-2 электровозам своего парка.